# Bränntorpa göl
Bränntorpa göl är en sjö i Finspångs kommun i Östergötland och ingår i Nyköpingsåns huvudavrinningsområde.